# Parmotrema zollingeri
Parmotrema zollingeri är en lavart som först beskrevs av Hepp, och fick sitt nu gällande namn av Hale. Parmotrema zollingeri ingår i släktet Parmotrema och familjen Parmeliaceae.   Inga underarter finns listade i Catalogue of Life.